# 타나베-스가노 도표
타나베-스가노 도표(영어: Tanabe–Sugano diagram)는 일본의 타나베 유키토(田辺行人)와 스가노 사토루(菅野暁)가 만든 상관도표이다. T-S 도표라고도 한다.
d-오비탈의 전자 상태가 항기호에 의해 나타내어진다. 같은 항기호의 전자상태는 팔면체장에서 대칭성에 따라 여러개의 기약표현 준위로 갈라진다.

타나베-스가노 도표는 리간드가 d-오비탈의 에너지 준위를 갈라지게 하는 크기를 나타내는 리간드장 갈라짐 변수(ligand-field splitting parameter) Dq를 한 원자에서 전자간의 반발 에너지를 나타내는 상수로서 줄리오 라카를 딴 라카 변수 B로 나눈 Dq/B 값을 X축으로 하여, Y축에는 리간드에 의해 유발된 에너지 변화 E-A를, 라카 변수 B로 나눈 (E-A)/B 값을 놓고 비교하여, 리간드의 세기에 따라 얼마나 각 준위들의 에너지가 변화하는지를 나타낸다. d3~d7에 대해서는 리간드의 세기가 커지면 고스핀에서 저스핀으로 바뀌는 전이가 일어나고, 도표에서 세로선으로 표시된다.

## 도표
| d2 Tanabe–Sugano diagram | d3 Tanabe–Sugano diagram | d4 Tanabe–Sugano diagram | d5 Tanabe–Sugano diagram |
| d6 Tanabe–Sugano diagram | d7 Tanabe–Sugano diagram | d8 Tanabe–Sugano diagram |                          |

## 같이 보기
- 오겔 도표